# Dumnezeu e băiat de cartier (oare?) (EP)
Dumnezeu e băiat de cartier (oare?) este primul extended play (EP) al trupei La Familia și a fost lansat prin Cat Music / Media Services precum primele două albume, iar acesta a fost lansat la data de 21 februarie 1999. Extended play-ul n-a beneficiat de nici un  videoclip și conține piesa originală, instrumentalul și un remix făcut de Dj Sleek, piesa originală Nimic de pierdut cu Daddy Caddy de la B.U.G. Mafia, varianta radio edit și piesa Unii nu înțeleg cu Direcția 5 și Cătălina Toma.

## Tracklist[3]
| Nr.             | Titlu                                                          | Autor(i)                 | Text                      | Lungime |  |
| 1.              | „Dumnezeu e băiat de cartier (oare?)”                          | La Familia               | Puya și Sișu              | 4:09    |  |
| 2.              | „Dumnezeu e băiat de cartier (oare?)” (Feat. Dj Sleek) (Remix) | Dj Sleek                 | Puya și Sișu              | 4:22    |  |
| 3.              | „Dumnezeu e băiat de cartier (oare?)” (Instrumental)           | La Familia               | Puya și Sișu              | 4:09    |  |
| 4.              | „Nimic de pierdut” (Feat. Daddy Caddy)                         | La Familia               | Puya, Sișu și Daddy Caddy | 4:05    |  |
| 5.              | „Nimic de pierdut” (Feat. Daddy Caddy) (Radio Edit)            | La Familia               | Puya, Sișu și Daddy Caddy | 4:05    |  |
| 6.              | „Unii nu înțeleg” (Feat. Direcția și Cătălina)                 | La Familia și Direcția 5 | Puya                      | 5:25    |  |
| Lungime totală: | Lungime totală:                                                | Lungime totală:          | Lungime totală:           | 25:15   |  |